# Bernardo López de Araujo
Bernardo López de Araujo y Ascarraga (fl. 1721-1757) fue un médico y escritor español del siglo XVIII.
Madrileño, catedrático de Anatomía, primer médico de los Reales Hospitales, médico de cámara de Su Majestad, López de Araujo fue un firme defensor de la medicina tradicionalmente preponderante en las Universidades españolas, inspirada en el aristotelismo, y algo reticente ante la valoración de la experiencia que encarnaban los médicos de la novedosa escuela escéptica, con  Martín Martínez a la cabeza, con el que mantuvo una encendida polémica, y a quien se opuso ásperamente. López de Araujo también fue uno de los abundantes contradictores de Benito Jerónimo Feijoo, a quien atacó agriamente por su desconfianza hacia el arte médico en su Teatro crítico universal, en concreto en sus discursos del tomo primero, Medicina, y Régimen para conservar la salud, y por su defensa de Martínez en  la Aprobación apologética del Scepticismo Médico.